# Чарльз Генрі Гілберт
Чарльз Генрі Гілберт (англ. Charles Henry Gilbert; 5 грудня 1859, Рокфорд, Іллінойс — 20 квітня 1928 в Пало-Альто,Каліфорнія)— американський іхтіолог і біолог, особливе значення відігравав для природничої історії західної частини США.Він збирав і вивчав риб від Центральної Америки до Аляски, а також описав багато нових видів. Згодом він став експертом з тихоокеанських лососів і був названий захисником природи в північно-західній частині Тихого Океану. Гілберт вважається засновником американської іхтіології.

## Раннє життя та освіта
Гілберт народився в Рокфорд, Іллінойс. Свої перші роки життя провів в Індіанаполісі, штат Індіана, де він потрапив під вплив свого вчителя середньої школи Девіда Стар Джордана (1851–1931). Згодом Джордан став професором природничої історії в Батлерському університеті в Індіанаполісі у якому Гілберт отримав ступінь бакалавра в 1879 році. В 1882 році в Індіанському Університеті в Блумінгтоні Гілберт отримав ступінь магістра  і ступінь доктора в 1883 році.

## Особисте життя
Мало що відомо про особисте життя Гілберта. Його дружина, Джулія Рінгголд Хьюз (народилась 6 грудня 1849, Блумінгтон, штат Індіана) була студенткою Індіанського університету. Померла вона в Каліфорнії 30 листопада 1916. Мали трьох дітей: Карл (1891–1963), Уінніфред (1886–1980) і Рут (1885–1982), які закінчили Стенфордський університет.

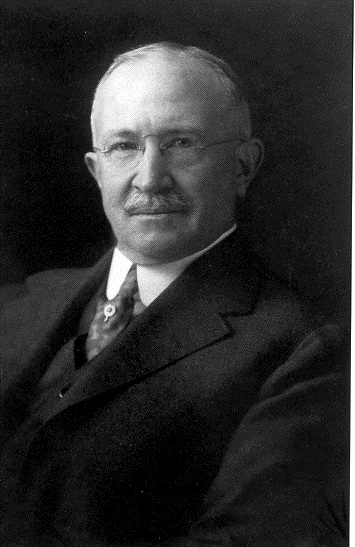
Чарльз Гілберт

## Початок кар'єри та її розвиток
Джордан і Гілберт, разом з іншими студентами створюють так звану «Джорданову школу іхтіології».Вони досліджували потоки і річки Індіани і південного-сходу США в кінці 1870-х років, описуючи ряд нових риб. Джордан взяв Гілберта як його помічника і попрямував на захід до Сан-Франциско, Каліфорнія, в грудні 1879. Один рік їхнього дослідження риб Заходу, з Південної Каліфорнії до острова Ванкувер, заклав основу для майже 50 років подальшого вивчення риб Тихого океану.
До того часу Гілберт отримав докторський ступінь у віці 24 років, був автором або співавтором (в основному з Джорданом) понад 80 наукових публікацій. У 1884 році він став професором природничої історії в Університеті Цинциннаті в Огайо, залишаючись там до грудня 1888. У 1889 р Гілберт повернувся в Університет Індіани як професор природничої історії.

## Кар'єра в Стенфордському університеті
В Стенфордському університеті Гілберт почав кар'єру, яка охопила майже 37 років його життя. Він зосередився на Тихоокеанських рибах і брав участь у численних експедиціях пароплава «Альбатрос», з яких три на Аляску, два до Каліфорнії, по одному в Гавайські острови і до Японського архіпелагу. Як дослідник та іхтіолог Гілберт описав приблизно 117 нових родів і 620 видів риб. Він опублікував близько 172 статей про риб.
У 1909 Гілберт звернув свою увагу на вивченні тихоокеанських лососів і незабаром став головним експертом з цих економічно важливих риб. Він вивчав лососів від Каліфорнії до Аляски. Крім того він також був одним з найперших вчених, що вивчали популяційну динаміку лососів .
В останні роки Гілберт керував аспірантурою в іхтіологів та рибних біологів, які стали помітними у своїй галузі, серед них Вільям Френсіс Томпсон (1888–1965) і Карл Левітт Хаббс (1894–1979).